# Cyclops colchidanus
Cyclops colchidanus is een eenoogkreeftjessoort uit de familie van de Cyclopidae. De wetenschappelijke naam van de soort is voor het eerst geldig gepubliceerd in 1930 door Borutsky.